# تسو، میه
تسو در استان میه در کشور ژاپن واقع شده‌است که دارای جمعیت ۲۸۹٬۲۱۵ نفر و مساحت ۷۱۰٫۸۱ کیلومتر مربع با تراکم جمعیت ۴۰۷ نفر در کیلومترمربع است و در تاریخ ۱ ژانویه ۲۰۰۶ به عنوان شهر شناخته شد.